# 乔治·韦尔林
乔治·阿瑟·韦尔林（英語：George Arthur Wearring，1928年6月5日—2013年3月3日），加拿大男子篮球运动员。他曾代表加拿大获得1952年夏季奥运会男子篮球比赛第十三名。他于2013年在安大略省伦敦去世。